# Corydalis drakeana
Corydalis drakeana är en vallmoväxtart som beskrevs av David Prain. Corydalis drakeana ingår i släktet nunneörter, och familjen vallmoväxter. Inga underarter finns listade i Catalogue of Life.